# Felipe Pulido
Felipe Pulido López (ur. 13 stycznia 1970 w Dos Aguas) – amerykański duchowny katolicki pochodzenia meksykańskiego, biskup pomocniczy San Diego od 2023.

## Życiorys
Święcenia kapłańskie otrzymał 28 czerwca 2002 i został inkardynowany do diecezji Yakima. Pracował głównie jako duszpasterz parafialny, był także m.in. dyrektorem kurialnego wydziału ds. powołań (od 2011) oraz wikariuszem biskupim ds. duchowieństwa (od 2012).
6 czerwca 2023 papież Franciszek mianował go biskupem pomocniczym diecezji San Diego ze stolicą tytularną Buffada. Sakry udzielił mu 28 września 2023 kardynał Robert McElroy.